# Billy Sherwood

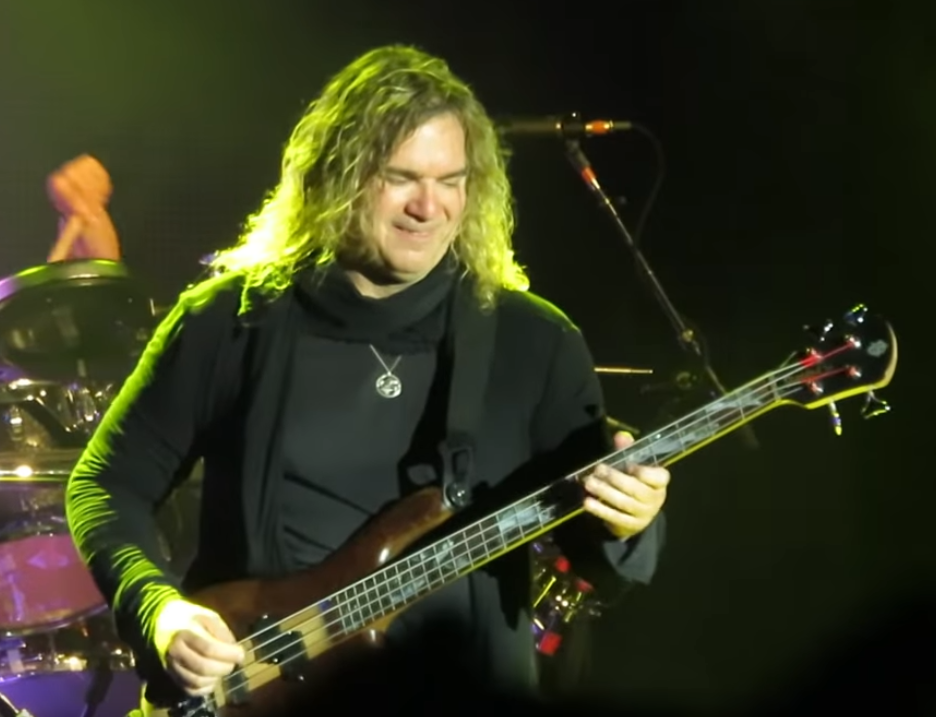
Billy Sherwood (2018)

William „Billy“ Wyman Sherwood (* 14. März 1965 in Las Vegas, Nevada) ist ein US-amerikanischer Musiker, Plattenproduzent und Toningenieur. Er wurde vor allem als Mitglied der englischen Progressive-Rock-Band Yes bekannt. Billy Sherwood spielt unter anderem Schlagzeug, Perkussion, Keyboards, Bassgitarre, verschiedene a- und e-Gitarren und weitere Saiteninstrumente wie Steel Guitar, Mandoline und Banjo.

## Karriere

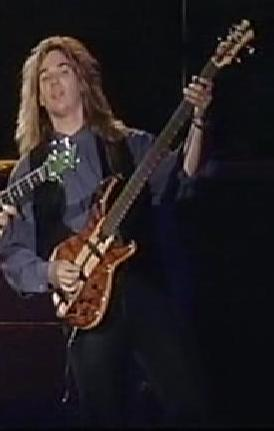
Billy Sherwood (1994)

### Familiärer Hintergrund
Sherwood stammt aus einer sehr musikalischen Familie. Sein Vater Bobby war Leiter einer Big Band, seine Mutter Phyllis ist Sängerin und Schlagzeugerin und sein Bruder Michael Sherwood, ein Keyboarder und Sänger, war Mitglied einer Reihe von Rockbands. Sein Pate war der verstorbene US-amerikanische Schauspieler, Entertainer und Komiker Milton Berle.

### BeiLodgic
Billy Sherwoods Karriere als Musiker begann bei Lodgic, der Band seines Bruders Michael, wo Billy Sherwood Bass spielte und sang. Sein Bruder spielte Keyboards und sang ebenfalls. Weitere Mitglieder waren Guy Allison (Keyboards), der Gitarrist Jimmy Haun (der später zusammen mit Billy auf dem Yes-Album Union zu hören sein würde) und Gary Starns (Schlagzeug). Die Band startete ihre Karriere in Las Vegas, im Jahr 1980 zogen die Musiker aber nach Los Angeles um. Erst sechs Jahre später veröffentlichten Lodgic ihr erstes Album (Nomadic Sands, 1986), das Billy Sherwood zudem selbst mischte und produzierte.

### World Trade
Nachdem Lodgic in den späten achtziger Jahren zerfiel, gründeten Billy Sherwood und Guy Allison eine neue Band, die sie „World Trade“ nannten. Weitere Mitglieder waren der Gitarrist Bruce Gowdy und der Schlagzeuger Mark T. Williams. Die Band sicherte sich einen Plattenvertrag und konnte ihr erstes Album World Trade bereits 1989 veröffentlichen. Auch hier fungierte Sherwood als Tontechniker und Produzent, zudem ist er auf dem Album als Bassist und Sänger zu hören. Das Album enthält eine amerikanisierte Version der Musik von Yes’ achtziger-Jahre-Alben 90125 und Big Generator, deren großer Fan Sherwood seit seiner Kindheit war.

### Zusammenarbeit mit Chris Squire
1989 traten Yes (Chris Squire, Trevor Rabin, Alan White und Tony Kaye) an Sherwood und Gowdy heran und luden sie zu Bandproben ein. Als die Progressive-Rock-Band sich 1989 in dieser Besetzung zu den Aufnahmen des Nachfolgealbums zu Big Generator wieder zusammenfand, stand sie vor dem Problem, einen Sänger für ihr neues Projekt finden zu müssen: Jon Anderson hatte die Band frustriert verlassen, weil Rabin mehr und mehr die Leitung der Gruppe an sich gezogen hatte. Zudem war der Gitarrist Trevor Rabin zu diesem Zeitpunkt nicht verfügbar. Als er später zu der Band dazustieß, übernahm er Gowdys Part.
Eine Zusammenarbeit mit Roger Hodgson (ex-Supertramp) hatte sich als problematisch erwiesen und Squire, der auf Sherwood aufmerksam geworden war, verfiel auf den Gedanken, ihn als Nachfolger für Anderson zu engagieren. Die beiden schrieben erste Songs miteinander, darunter The more we live – Let go, das auf dem nächsten Yes-Album Union (1991) landen sollte. Als sich dann aber die Fusion von Yes mit der Konkurrenzband Andersons, Anderson, Bruford, Wakeman, Howe, abzeichnete, war es nicht mehr nötig, einen Ersatz für den Sänger zu finden. Dennoch sind Billy Sherwood und auch Jimmy Haun, sein alter Mitstreiter aus den Lodgic-Tagen, als Gastmusiker auf dem Union-Album zu hören.
Squire und Sherwood blieben in Kontakt. Nach dem Ende der Union-Tour, im August 1992, gab Squire einige Konzerte in Kalifornien mit seiner neuen Band „The Chris Squire Experiment“. Zu den Mitgliedern dieser Hobby-Band zählten auch Billy Sherwood (Gitarre, Gesang, Keyboards) und Jimmy Haun sowie der Toto-Keyboarder Steve Porcaro und Yes-Schlagzeuger Alan White. Das "Experiment" spielte Songs von Union und einige neue Stücke, die in Zusammenarbeit Squires mit Sherwood entstanden waren. Die Set-Liste für das Konzert vom 25. August 1992 in San Jose, Kalifornien etwa lautete: Open Your Eyes (später auf dem gleichnamigen Yes-Album, 1997), The Lonesome Trail, You're the Reason, One World Going Round, Days of Wonder, Follow Our Dreams. Bisweilen wurde auch der Yes-Klassiker Long Distance Runaround (vom Album Fragile) gespielt.

### Solo und Auftragsarbeiten
Nach dem Ende des "Chris Squire Experiment" nahm Sherwood mit dem Gitarristen Marty Walsh ein Album namens The Key auf, das allerdings erst 1997 erschien.
Darüber hinaus arbeitete er als Tontechniker und Produzent für Motörhead, Dangerous Toys, und Paul Rodgers (ex-Bad Company, derzeit bei Queen). Als Gastmusiker spielte er auf Totos Kingdom of Desire.
Seit 1993 produziert Sherwood immer wieder Tribute-Alben, darunter Paul Rodgers’ Muddy Water Blues (1993), Crossfire — A Salute to Stevie Ray (1996), Dragon Attack — A Tribute to Queen (1997), Thunderbolt — A Tribute to AC/DC (1997), Pigs & Pyramids — An All Star Lineup Performing the Songs of Pink Floyd (2002), Todd Rundgren and His Friends (2002), Back Against the Wall (ein weiteres Pink-Floyd-Tribute, 2005), Return to the Dark Side of the Moon (ein drittes Pink-Floyd-Tribute, 2006) und Jeffology, zu Ehren von Jeff Beck.
Derzeit arbeitet Sherwood an einem Led-Zeppelin-Tribute-Album.

### Gründung vonWorld Trade
1995 reformierte Sherwood seine alte Band World Trade. Jay Schellen ersetzte Williams am Schlagzeug. Gemeinsam veröffentlichten sie das Album Euphoria und Sherwood begann, an einem dritten Album zu arbeiten. Doch die Band zerfiel erneut, und er benutzte das Songmaterial für sein Solo-Album The Big Peace, das 1999 erschien, im gleichen Jahr wie Michael Sherwoods Solo-Album Tangletown, an dem sein Bruder Billy ebenfalls beteiligt war.

### Mitglied vonYes
Die Zusammenarbeit mit Squire hatte sich derart angenehm gestaltet, dass Yes Sherwood als Gastmusiker für Yes’ Talk-Tour (18. Juni 1994 – 11. Oktober 1994 (76 Shows)) engagierten. 1996 und 1997 produzierte Sherwood die Studiotracks der beiden Yes-Alben Keys to Ascension und Keys to Ascension 2, bevor er von 1997 bis 2000 festes Bandmitglied wurde: In den neunziger Jahren war dann ein erstes Album des Duos Squire/Sherwood unter dem Titel Chemistry angekündigt, das jedoch nie erschien. Etwa zu diesem Zeitpunkt wollten Yes auf Tour gehen, doch ihre Plattenfirma bestand darauf, dass die Band zunächst neues Material liefern sollte. Da jedoch kaum etwas vorhanden war, entschloss man sich, ähnlich wie bei 90125, das zu dieser Zeit gerade im Entstehen begriffene Squire/Sherwood-Album Chemistry zu einem Yes-Album umzufunktionieren. Squire, Sherwood und White begannen daraufhin, so schnell wie möglich ein präsentables Album zu erarbeiten, Sänger Jon Anderson und Gitarrist Steve Howe stießen erst gegen Ende der Arbeiten zu dem Projekt. Es erschien 1997 als Yes-Album unter dem Titel Open Your Eyes. Auf dem Album spielte Sherwood Gitarre und Keyboards (der Stammkeyboarder Rick Wakeman hatte die Band kurz zuvor verlassen). Als für die Tour der Keyboarder Igor Khoroshev engagiert wurde, übernahm Sherwood die Rhythmusgitarre und die Backing-Vocals. Damit spielte er auf der Bühne keine große Rolle, was dem Konzept der Band, zu sechst zu touren, viel Kritik einbrachte.
Sherwood blieb bis 2001 bei Yes, mit ihm veröffentlichte die Band noch das Studioalbum The Ladder (1999) und das Live-Album House of Yes – Live from House of Blues (2000).
Nach dem Tod des Yes-Bassisten Chris Squire im Jahr 2015 übernahm Sherwood dessen Position.

### Conspiracy
Während Yes ihr Album The Ladder einspielten, arbeiteten Squire und Sherwood an ihrem ersten gemeinsamen Album, das 2000 unter dem Titel Conspiracy erschien. Es handelt sich um eine Zusammenstellung von Stücken, die 1989 für Yes geschrieben wurden, Songs, die vom "Chris Squire Experiment" gespielt wurden und Stücken, die im Vorlauf von Open Your Eyes entstanden waren. Erst nach dem Erscheinen des Debüts fand sich eine stabile Besetzung um Squire, Sherwood, Jay Schellen (Schlagzeug) und Sherwoods Bruder Michael (Keyboard, Gesang) zusammen, die bisweilen durch Gastmusiker erweitert wurde. Mit dieser Besetzung der nun Conspiracy genannten Band nahm Sherwood das Album The Unknown (2003) und eine Live-DVD (2006) auf.
Während der Arbeiten an einem dritten Studioalbum verließ Chris Squire die Band. Billy Sherwood führt Conspiracy aber alleine weiter; für ein neues Album, das voraussichtlich auch zwei von World Trade nicht verwendete Stücke enthalten wird, sind u. a. Gastauftritte der ehemaligen Yes-Musiker Tony Kaye und Peter Banks und des Gitarristen Gary Green (ex-Gentle Giant) angekündigt. Dieses neue Projekt wird mittlerweile unter dem Arbeitstitel Psy-Op geführt. Billy Sherwood hat in einem Interview Ende 2007 bekanntgegeben, dass es keine weiteren Conspiracy-Alben geben wird. Die Entfernung zwischen England (Squire) und den USA (Sherwood) sei zu groß, um eine dauerhafte Zusammenarbeit aufrechtzuerhalten.

### Solo
Im Jahr 2003 erschien Sherwoods zweites Solo-Album. Es handelt sich um eines der wenigen "echten" Soloalben, da Sherwood alleine sämtliche Instrumente spielt (Schlagzeug, Percussion, Keyboards, Bass, a- und e-Gitarren, Steel Guitar, Mandoline, Banjo).
Sherwood schrieb zudem den Titelsong zu der Online-Anime-Serie Kung Fu Jimmy Chow.

### Circa:
Im Jahr 2006 haben sich mehrere (ehemalige) Yes-Musiker unter dem Namen Circa: zu einer neuen Band zusammengefunden: Billy Sherwood (Bass, Gesang), Alan White (Schlagzeug, Gesang) und Tony Kaye (Hammond, Keyboards). Dabei ist auch Sherwoods Lodgic-Kollege Jimmy Haun (Gitarre, Gesang). Das Debütalbum CIRCA: 2007 ist im August 2007 erschienen und eine Tour ist angekündigt. Zudem sind Circa: als Headliner des RoSfest am 3. Mai 2008 in Phoenixville, PA angekündigt.

## Stil
Als Fan von Trevor Rabin und den Yes-Alben, die während seiner Mitgliedschaft entstanden (90125, Big Generator, Union, Talk), ist Sherwoods Stil, der auf allen Alben, an denen er einigen Anteil hat, deutlich durchklingt, geprägt durch Westcoast-AOR-Elemente und Melodic Rock, die mit wenigen leicht-progressiven Elementen kombiniert werden. Dabei überwiegt, wie häufig im Neo-Prog, der AOR-Anteil, auch in Sherwoods längeren, über das Single-Format hinausreichenden, Stücken. Herausragend sind vor allem seine mehrstimmigen und vielschichtigen Vokalarrangements.
Kritik lenken vor allem seine Melodieeinfälle auf sich: Sie seien zu beliebig, es fehlten für eine derart am AOR orientierte Musik die Hooklines. Von anderer, eher am klassischen Progressive Rock orientierter Seite wird kritisiert, Sherwoods Musik sei zu wenig progressiv (im Sinne des Stilbegriffs).